# Hugo Blomberg (jurist)
Knut Hugo Blomberg (i riksdagen kallad Blomberg i Uppsala), född 9 februari 1850 på Axmar bruk i Gävleborgs län, död 27 oktober 1909 i Uppsala, var en svensk lärare i statsrätt och politiker. Han var farbror till Erik och Hugo Blomberg. 

## Biografi
Blomberg blev 1869 student vid Uppsala universitet, 1873 filosofie kandidat samt 1875 filosofie doktor på avhandlingen Studier öfver det nuvarande svenska landstinget. Han övergick därefter till juridiska studier, avlade 1879 juris kandidatexamen och blev 1880 docent i svensk statsrätt och rättshistoria efter att ha speciminerat med avhandlingen Om Sveriges högsta domstols statsrättsliga ställning och betydelse (i Uppsala universitets årsskrift 1880). År 1880 undervisade han kronprins Gustaf i statsrätt. 
För nationalekonomiska och statsrättsliga studier besökte Blomberg Köpenhamn (1877, 1880–1881), Kristiania (1880–1881) och Strassburg (1884). Efter att sedan 1880 årligen förestått någon av professurerna inom juridiska fakulteten, vars notarie han var 1882–1891, utnämndes han 1891 till extra ordinarie professor i statsrätt, förvaltningsrätt och folkrätt och 1894 till ordinarie professor i samma ämnen. Vid jubelfesten 1893 blev han juris hedersdoktor. 
Från 1884 var Blomberg stadsfullmäktig i Uppsala samt 1888–1892 ordförande i drätselkammaren och från 1903 i stadsfullmäktige. Från 1889 var han ledamot av Uppsala läns landsting och 1894-1909, invald i Kopparbergs läns valkrets, var han ledamot av riksdagens första kammare, som från och med 1897 valde honom till ledamot av konstitutionsutskottet, vars ordförande han var från 1902. Blomberg var anhängare av tullskydd och en av förkämparna för kammarmajoritetens uppfattning i unionella spörsmål. 
Blomberg gravsattes den 3 november 1909 på Uppsala gamla kyrkogård.

## Övrig utgivning
- Den nordiska förvaltningsrätten (i Nordisk retsencyklopedi V, 1887–1889)
- Om svenskt statsborgarskap (1891–1893)
- Gewerbegesetzgebung in Skandinavien im 19. jahrhundert (i Handwörterbuch der Staatswissenschaften, Jena 1891; 2:a upplagan 1900)
- Om de konstitutionella garantierna för domstolarnes oafhängighet och själfständighet (i Tidsskrift for Retsvidenskab, 1896)
- Svensk statsrätt (I, 1904)
- Svensk statsrätt (II, 1906)